# Kelurahan Dusun Bangko
Kelurahan Dusun Bangko is een bestuurslaag in het regentschap Merangin van de provincie Jambi, Indonesië. Kelurahan Dusun Bangko telt 10.360 inwoners (volkstelling 2010).